# Pascal Languirand

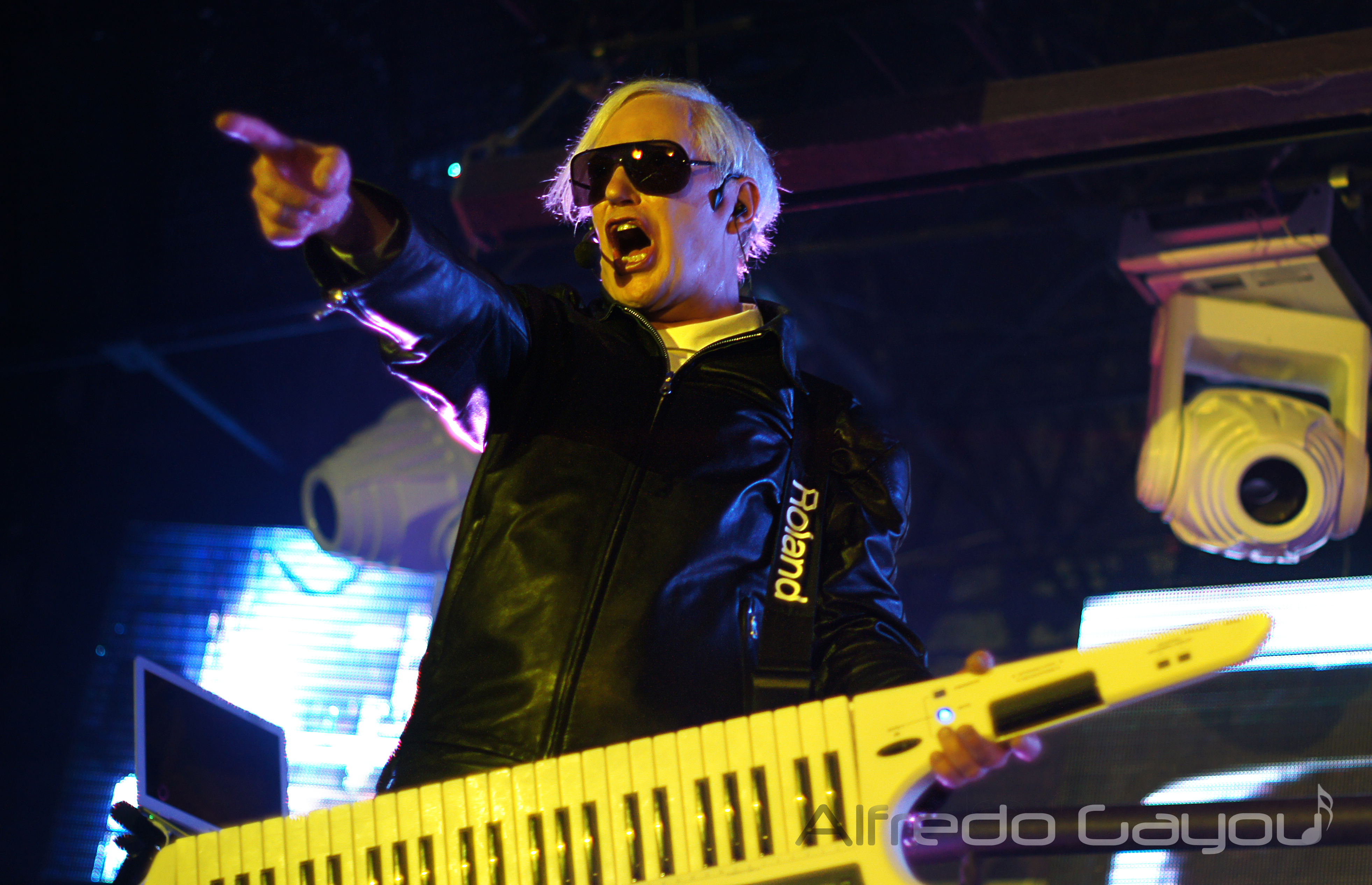
Pascal Languirand (2010)

Pascal Languirand (* 3. Mai 1955 in Paris) ist ein kanadischer Musiker. Unter dem Projektnamen Trans-X schuf er 1983 mit dem Titel Living On Video einen Klassiker des Synthie Pops.

## Karriere
Languirand ist Sohn des Autors und Fernsehproduzenten Jacques Languirand und wuchs in der frankokanadischen Stadt Québec und teilweise in Mexiko auf. Nachdem er als Jugendlicher sein Interesse an der Musik entdeckt hatte, nahm er nach Abschluss der Schule ein Studium der Kommunikationswissenschaft und elektronischen Musik an der McGill University in Montreal auf. 1978 erschien unter dem Titel Minos sein erstes Album, das deutliche Einflüsse der Musik von Pink Floyd und Tangerine Dream zeigt. Languirand, der auf dem Album alle Instrumente selbst spielte, experimentierte darauf in allen Stücken mit den Möglichkeiten, die ihm sein Synthesizer bot.
Auf dem Nachfolgealbum De harmonia universalia, das 1980 erschien, wandte er sich verstärkt der New-Age-Musik zu. Die Melodien des Synthesizers mischte er mit Elementen des gregorianischen Gesangs. 1981 schrieb er für die von seinem Vater produzierte kanadische Fernsehserie Vivre ici maintenant den Soundtrack.
Der größte kommerzielle Erfolg seiner Karriere gelang Languirand mit einem für sein Werk untypischen Stück. Zusammen mit der Sängerin Laurie Gill nahm er 1983 unter dem Projektnamen Trans-X das Album Living on Video auf. Auf ihm probierte Languirand einen Ausflug in die tanzbare Popmusik. Das als Single ausgekoppelte Titelstück entwickelte sich zu einem Welthit, von dem rund zwei Millionen Platten verkauft wurden. Die Single erreichte in Deutschland, der Schweiz und Großbritannien die Top Ten der Charts.
Von Living on Video entstanden zahlreiche Remixe und Coverversionen, unter anderem von Trans-X selbst, Pakito, Lazard oder Frozen Plasma.
Nach dem Welterfolg mit Trans-X zog sich Languirand vom Musikgeschäft zurück und lebte in den Vereinigten Staaten. Erst nach einer siebenjährigen Pause kam 1991 mit Gregorian Waves wieder ein Album auf den Markt, auf dem er musikalisch an seine ersten beiden Produktionen anknüpfte. Im Jahr 2005 erschien mit Incanta das bislang (Stand 2021) letzte Album unter seinem Namen.
Pascal Languirand ist Mitglied der mexikanischen Discolocos.

## Diskografie
Alben
Pascal Languirand
- Minos (1978)
- De harmonia universalia (1980)
- Vivre ici maintenant (Soundtrack, 1981)
- Soma (mit Jacques Languirand, 1989)
- Gregorian Waves (1991)
- Ishtar (1993)
- Renaissance (2002)
- Incanta (2005)

als Trans-X
- Message on the Radio (1983)
- Living on Video (1983, ursprünglicher Titel in Kanada: Message on the Radio)
- On My Own (1988)
- Trans-X’Xcess (1995)
- 010101 (2001)
- The Drag-Matic Album (2003)
- Hi-NRG (2012)
- Digital World (2013)
- Anthology (2014)
- Dreams Are Made of Fantasies  (2021)

Singles (als Trans-X)
- Message on the Radio (1983)
- Vivre sur vidéo (1983)
- Living on Video (1983)
- 3-D Dance (1984)
- Ich liebe Dich (I Love You) (1986)
- Monkey Dance (1986)
- Something’s in the Air (1986)
- Maria (1988)
- To Be … or Not to Be (1995)
- Living on Video 2002 (2002)
- L. O. V. 2012 (2012)
- Fascination 2012 (2012)
- Imagination 2012 (2012)
- Into the Light 2012 (2012)

Gastbeiträge
- Video Night / Mirko Hirsch feat. Trans-X (2015)